# Griseldis (Decamerone)

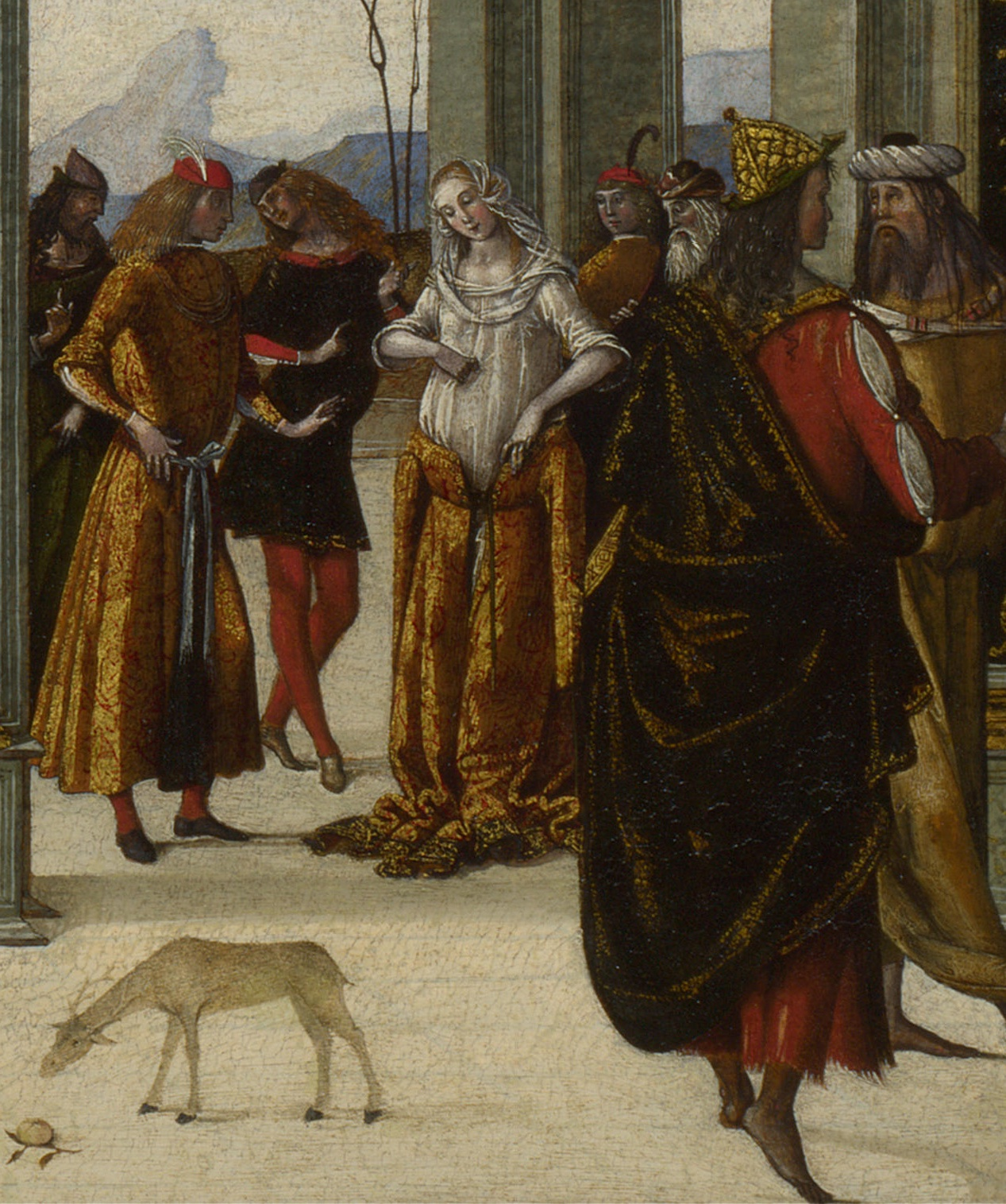
Die Verbannung (Exil) der Griseldis (Detail), Italien, um 1490. Nach diesem Gemälde erhielt der bisher nicht identifizierte Meister der Griseldis seinen Notnamen.

Griseldis ist eine fiktive Figur, die zum ersten Mal im Decamerone auftaucht. Sie ist die Tochter eines armen Bauern, die von einem Fürsten geheiratet wird. Dieser Fürst stellt Griseldis verschiedene Prüfungen, um herauszufinden, ob seine Frau ihm völlig ergeben ist. Griseldis erträgt alle diese Prüfungen und Torturen geduldig.

## Rezeption
Boccaccios italienische Erzählung wurde von Francesco Petrarca ins Lateinische übersetzt und so einem breiteren Publikum zugängig gemacht. Während bei Boccaccios Version noch die Kritik am unnötig grausamen Fürsten überwogen hatte, steht bei Petrarca das Lob der geduldigen, ihrem Mann und Fürsten völlig ergebenen Ehefrau im Vordergrund.
Vor allem Petrarcas Version war dann die Vorlage für weitere Übersetzungen und Bearbeitungen. So erschien 1473 eine deutsche Bearbeitung von Heinrich Steinhöwel. Chaucer verwendet den Stoff in seinen Canterbury Tales.
Der Stoff wird in allen Literaturen Europas immer wieder adaptiert und aufgegriffen, so zum Beispiel von Hans Sachs, Friedrich Halm, Gerhart Hauptmann und Maria Edgeworth. Alessandro Scarlatti, Antonio Vivaldi und Jules Massenet vertonten den Stoff.
Das Bild der geduldigen Griseldis hat sich bis heute erhalten, spielt aber in Kunst, Musik und Literatur des 20. und 21. Jahrhunderts kaum eine Rolle; allerdings hat Hedwig Courths-Mahler 1917 einen Schauerroman Griseldis veröffentlicht, in dem eine mittellose junge Adlige in den Haushalt eines Grafen einzieht, der seine Ehefrau ermordet haben soll. Parallelen bestehen auch zu Daphne du Mauriers Bestseller Rebecca (1938). Den Versuch einer modernen Adaptierung fürs Theater unternahmen 2016 Janina Janke und Toni Bernhart mit ihrer Inszenierung der Griseldis nach einer Handschrift von 1713 aus dem Archiv der Abtei Marienberg, die 2016 im Neubau der Marienberger Stiftsbibliothek stattfand.
Der Asteroid (493) Griseldis trägt ihren Namen.